# (341843) 2008 EV5
(341843) 2008 EV5, também escrito como (341843) 2008 EV5, é um asteroide Aton próximo da Terra potencialmente perigoso. Ele possui uma magnitude absoluta de 20,0 e tem um diâmetro com cerca de 400 metros.

## Descoberta
(341843) 2008 EV5 foi descoberto no dia 4 de março de 2008 pelo Mount Lemmon Survey.

## Órbita
A órbita de (341843) 2008 EV5 tem uma excentricidade de 0,084 e possui um semieixo maior de 0,958 UA. O seu periélio leva o mesmo a uma distância de 0,878 UA em relação ao Sol e seu afélio a 1,038 UA.

## Missão de retorno de amostras
(341843) 2008 EV5 é o alvo preliminar da linha de base de uma missão de retorno de amostra da NASA. Além do asteroide (341843) 2008 EV5, várias outras rochas espaciais, incluindo 25143 Itokawa e 101955 Bennu, estão sendo considerados para esta missão.